# 高原町立後川内小学校
高原町立後川内小学校（たかはるちょうりつ うしろかわうちしょうがっこう）は、宮崎県西諸県郡高原町大字後川内にある公立の小学校。

## 概要
歴史
1874年（明治7年）に創立。現校名となったのは1947年（昭和22年）。2024年（令和6年）に創立150周年を迎えた。
校章
桜の花弁を背景にして、中央に校名の略称である「後小」の文字（縦書き）を配している。
校歌
1965年（昭和40年）に制定。作詞は八反ふじを、作曲は五十嵐洸一による。歌詞は3番まであり、各番の歌詞中に校名の「後川内」が登場する。
通学区域
高原町のうち、「上後川内区・下後川内区・川平区・越東班（一部）」。中学校区は高原町立後川内中学校。

## 沿革
- 1874年（明治7年）3月 - 大字後川内石ヶ野に「後川内小学校」が創立。高原小学校から教員が交代で来校し、授業を行っていた。
- 1878年（明治11年）12月 - 専任教員配置され、高原小学校からの教員の派遣は終了となる。
- 1884年（明治17年）7月 - 暴風雨により校舎が倒壊したため、一時休校となる。
- 1885年（明治18年）- 後川内字中尾の御用山に移転を完了。
- 1887年（明治20年）4月 - 小学校令施行により、簡易科（3年制）を設置の上、「簡易後川内小学校」として独立。
- 1899年（明治22年）
  - 4月 - 尋常科（4年制）を設置の上、「尋常後川内小学校」に改称。
  - 5月1日 - 西諸県郡4村（後川内、西麓、蒲牟田、広原）が合併の上、「高原村」が発足。
- 1897年（明治30年）2月24日 - 後川内字石ヶ野（後の農協支所）に校舎を増改築し、移転を完了。
- 1908年（明治41年）4月 - 改正小学校令により、尋常科（義務教育年限）が4年制から6年制に改められる。これにより、尋常科5年を新設。
- 1909年（明治42年）4月 - 尋常科6年を新設。
- 1911年（明治44年）4月 - 校舎を増改築。
- 1925年（大正14年）4月 - 高等科を併置の上、「後川内尋常高等小学校」に改称。
- 1930年（昭和5年）5月22日 - 現在地に移転を完了。
- 1917年（大正6年）7月 - 農業補習学校を併置。
- 1934年（昭和9年）10月5日 - 町制施行により、「高原町」が発足。
- 1941年（昭和16年）4月1日 - 国民学校令施行により、「高原町後川内国民学校」に改称。尋常科を初等科に改める。
- 1947年（昭和22年）- 学制改革が行われる（六・三制の実施）。
  - 4月1日 - 国民学校初等科は、新制小学校「高原町立後川内小学校」（現校名）に改組・改称。
  - 4月28日 - 国民学校高等科は、青年学校普通科とともに、新制中学校「高原町立後川内中学校」に改組・改称。小学校に併設される。
- 1948年（昭和23年）3月 - 併設の後川内中学校が統合により、「高原町立高原中学校後川内分校」となる。
- 1950年（昭和25年）4月1日 - 併設の中学校分校が、「高原町立後川内中学校」として独立。
- 1951年（昭和26年）10月 - 台風により南校舎が半壊。
- 1952年（昭和27年）2月 - 南校舎を改築（復旧）。
- 1961年（昭和36年）3月 - 校門を改修。
- 1965年（昭和40年）
  - 1月1日 - 校歌を制定。
  - 2月 - 完全給食を開始。
  - 12月 - 小中合同プールが完成。
- 1966年（昭和41年）
  - 3月 - 音楽室が完成。
  - 4月 - 体育館が完成。
- 1969年（昭和44年）5月 - 特殊学級を設置。
- 1970年（昭和45年）2月 - 鉄骨2階建て校舎（6教室）が完成。
- 1973年（昭和48年）1月 - 校旗を制定。
- 1975年（昭和50年）
  - 3月 - 新校舎が完成。
  - 6月5日 - 創立100周年記念式典を挙行。
- 1976年（昭和51年）3月 - 運動場を芝生化。
- 1981年（昭和56年）10月 - 裏門が完成。
- 1982年（昭和57年）1月 - 特別教室が完成。
- 1993年（平成5年）- 音楽室とコンピューター室が完成。
- 1994年（平成6年）- 給食室が完成。
- 1996年（平成8年）4月 - 準へき地校に指定される。
- 1999年（平成11年）- 新体育館が完成。
- 2002年（平成14年）- 新プールが完成。

## 交通
最寄りの鉄道駅
- JR九州 吉都線 「高原駅」より8km

最寄りの幹線道路
- 宮崎県道414号有水高原線・広域農道 「後川内」交差点

## 周辺
- 高原町立後川内中学校
- 後川内簡易郵便局

## 参考資料
- 「高原町史」（1984年（昭和59年）10月5日, 宮崎県高原町）p.505～p.508